# Хамм, Харольд
Харольд Гленн Хамм (также Гарольд Хэмм, род. 11 декабря 1945, Лексингтон, Оклахома) — американский предприниматель, в основном занимающийся нефтегазовым бизнесом. Получил известность как пионер добычи  сланцевой нефти формации Баккен. По состоянию на январь 2018 года состояние Хамма оценивалосьв 14,2 миллиарда долларов; входит в первую сотню миллиардеров Соединенных Штатах.  В сентябре 2014 года собственный капитал Хамма составлял 18,7 млрд долларов, но к 2015 году снизился до 9,3 млрд. В 2012 году кандидат в президенты Митт Ромни назначил Хамма своим советником по вопросам энергетики .

## Ранние годы
Родился в Лексингтоне, штат Оклахома, 13-й и самый младший ребенок в семье фермеров Джейн Элизабет  и Лиланда  Хаммов  .

## Карьера

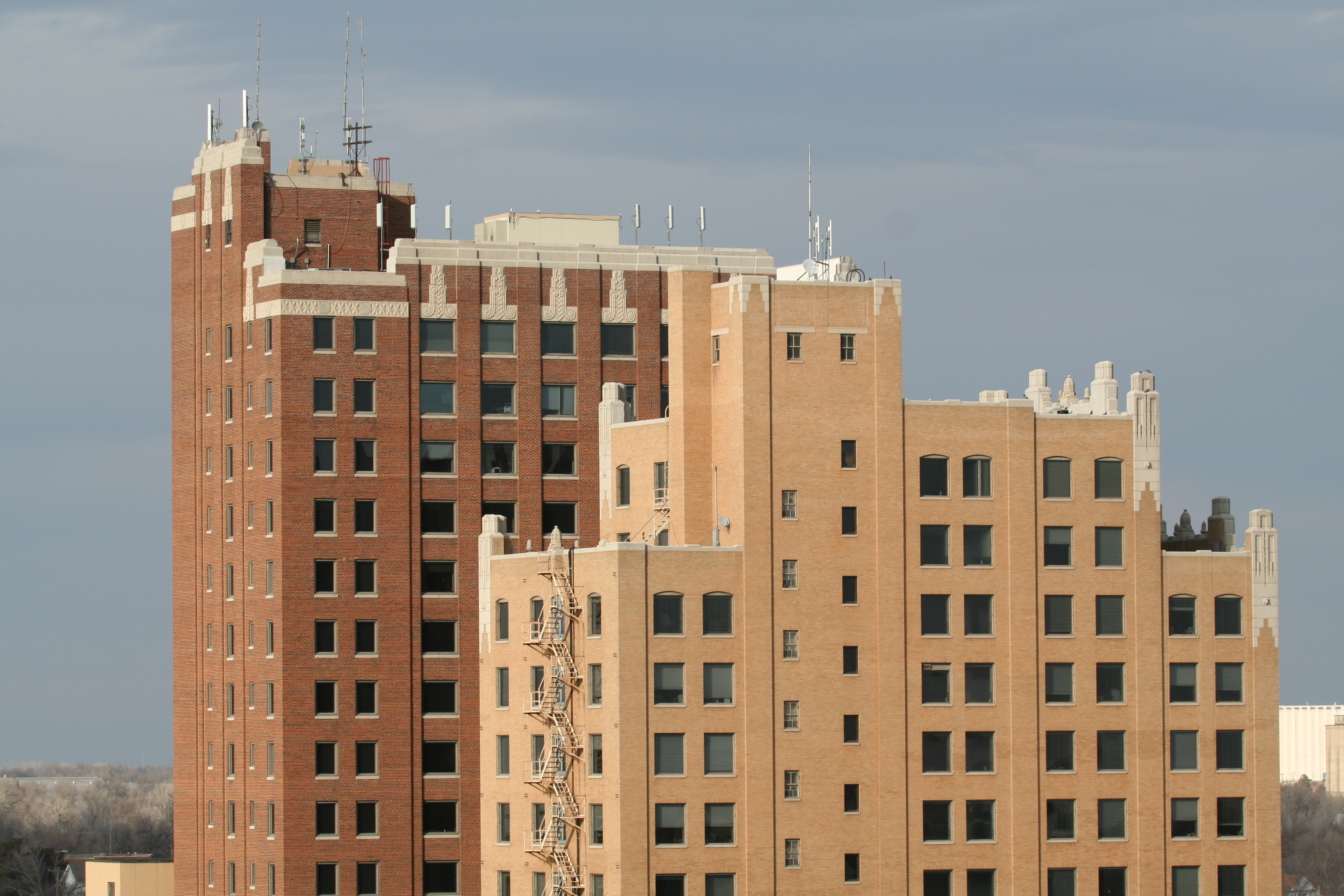
Штаб-квартира корпорации Continental в Иниде, Оклахома.

Является основным акционером компаний Hiland Partners, Hiland Holdings и Continental Resources, занимающейся разведкой сланцевой нефти. 
Прошел путь от рабочего АЗС до генерального директора корпорации с миллиардным доходом. В 1967 году в возрасте 21 года основал компанию Continental Resources.  Continental Resources первой начала разработку нефтяного месторождения Баккен в Монтане и Северной Дакоте с использованием  горизонтальных скважин и гидроразрыва пласта. Эта работа принесла Хамму миллиарды, а  Continental Resources стала крупным производителем нефти. 
Владеет долями в нефтяных компаниях Hiland Parthners и Hiland Holdings.

## Почётные звания
Имеет почётную учёную степень Университета Оклахомы.

## Личная жизнь
Хамм развелся со своей первой женой Джудит Энн в 1987 году. У них трое общих детей.
В апреле 1988 года Хамм женился на Сью Энн Хэмм (урожденная Арналл), от которой у него есть две взрослые дочери, Джейн и Хиллари. 
Живет в Оклахома-Сити, штат Оклахома. Ему также принадлежат дома в Иниде и Николс-Хиллз (Оклахома) .

### Комментарии
1. ↑  Изначально компания Хамма называлась Shelly Dean Oil Company в честь двух его дочерей.
2. ↑  В 1966 году основывал компанию по перевозке нефтепродуктов Harold Hamm Truck Service с единственной авто-цистерной. Сейчас эта компания крупнейший перевозчик нефтепродуктов в США и называется Humm & Phillips[12].

### Сноски
1. 1 2  Ергин, 2021, Глава 2. Новая карта мира.
2. ↑  Bloomberg Billionaires Index: Harold Hamm. www.bloomberg.com. Дата обращения: 13 ноября 2018. Архивировано 7 января 2022 года.
3. ↑  Carroll, Joe (1 марта 2012). Romney Names Oklahoma Oil Billionaire Hamm as Energy Adviser. Bloomberg. Архивировано 20 декабря 2014. Дата обращения: 19 февраля 2021.
4. 1 2 3 4  Grow, Brian, and Joshua Schneyer, "Looming divorce could threaten oil baron's empire" Архивная копия от 21 ноября 2015 на Wayback Machine, Reuters, March 21, 2013. Retrieved March 21, 2013.
5. ↑  Obituaries. The Purcell Register. Дата обращения: 19 февраля 2021. Архивировано 23 февраля 2017 года.
6. ↑  Hiland Partners. HilandPartners.com. Дата обращения: 23 марта 2013. Архивировано 12 марта 2013 года.
7. ↑  Allen, Cindy, "This is not a drill Архивная копия от 25 марта 2014 на Wayback Machine", The Enid News & Eagle, March 26, 2011
8. ↑  Vardi, Nathan (2 февраля 2009). The Last American Wildcatter. Forbes. Архивировано 8 октября 2020. Дата обращения: 19 февраля 2021.
9. ↑  Reiger, Andy,Hamm to receive honorary degrees Архивная копия от 7 января 2014 на Wayback Machine, The Enid News & Eagle, May 11, 2009
10. ↑  "Harold Hamm: Executive Profile & Biography", Business Week
11. ↑  "How North Dakota Became Saudi Arabia" Архивная копия от 24 февраля 2021 на Wayback Machine, interview of Harold Hamm, The Wall Street Journal, 
Oct. 1, 2011
12. ↑  Forbes Россия № 12 (45), декабрь 2007
13. ↑  "Harold Hamm: The Business of Benevolence", Distinctly Oklahoma, November 2010
14. ↑  "Harold Hamm Makes Big Gift to University of North Dakota" Архивная копия от 22 апреля 2019 на Wayback Machine, blogs.wsj.com, September 24, 2012.
15. ↑  Forbes Архивная копия от 3 февраля 2022 на Wayback Machine, Profile.
16. ↑  "Continental CEO Hamm, wife Sue Ann are divorcing" Архивная копия от 25 марта 2014 на Wayback Machine, The Enid News & Eagle, March 21, 2013.